# Коулз, Дэн
Дэйн Стюарт Коулз (род. 10 декабря 1986 года) — новозеландский регбист. Чемпион мира 2015 года и бронзовый призер Кубка мира 2019 года в составе Новой Зеландии

## Карьера
С 2005 года играл за молодежную сборную Новой Зеландии.
Дэйн Коулз дебютировал за сборную Новой Зеландии в 2012 году в игре против Шотландии. В 2013-м году в игре против Франции впервые вышел в стартовом составе, а в 2014-м в игре против ЮАР занес первую попытку. После того как Кевин Меаламу завершил игровую карьеру Коулз стал основным хукером All Blacks.
В качестве капитана Харрикейнз стал чемпионом Супер Регби 2016 года.
В сезоне 2017 года Коулз сыграл свой сотый матч в Супер Регби в матче против Лайонз.